# Chiesa dei Santi Gervasio e Protasio (Medesano)
La chiesa dei Santi Gervasio e Protasio è un luogo di culto cattolico dalle forme barocche, situato in strada per Visiano a Visiano, frazione di Medesano, in provincia e diocesi di Parma; è sussidiaria della parrocchiale dei Santi Michele, Gervasio e Protasio di Roccalanzona e fa parte della zona pastorale della Pedemontana.

## Storia
Il luogo di culto fu edificato originariamente in epoca medievale; la più antica testimonianza della sua esistenza risale al 1299, quando la cappella fu citata nella Ratio Decimarum della diocesi di Parma tra le dipendenze della pieve di Fornovo.
Nel 1564 la chiesa fu elevata a sede parrocchiale autonoma.
Alla fine del XVII secolo il tempio fu assegnato in giurisdizione alla pieve di Cusignano, ma fu successivamente aggregato al vicariato di Medesano.
Intorno al 1980, in seguito allo spopolamento del piccolo borgo montano, la chiesa divenne sussidiaria della parrocchia di San Michele di Roccalanzona.
Nel 1997 il luogo di culto, ormai in rovina a causa dell'abbandono e dei terremoti che interessarono nel tempo il territorio, fu ristrutturato su finanziamento di un comitato di visianesi; i lavori interessarono l'intero edificio, a eccezione del campanile.

## Descrizione

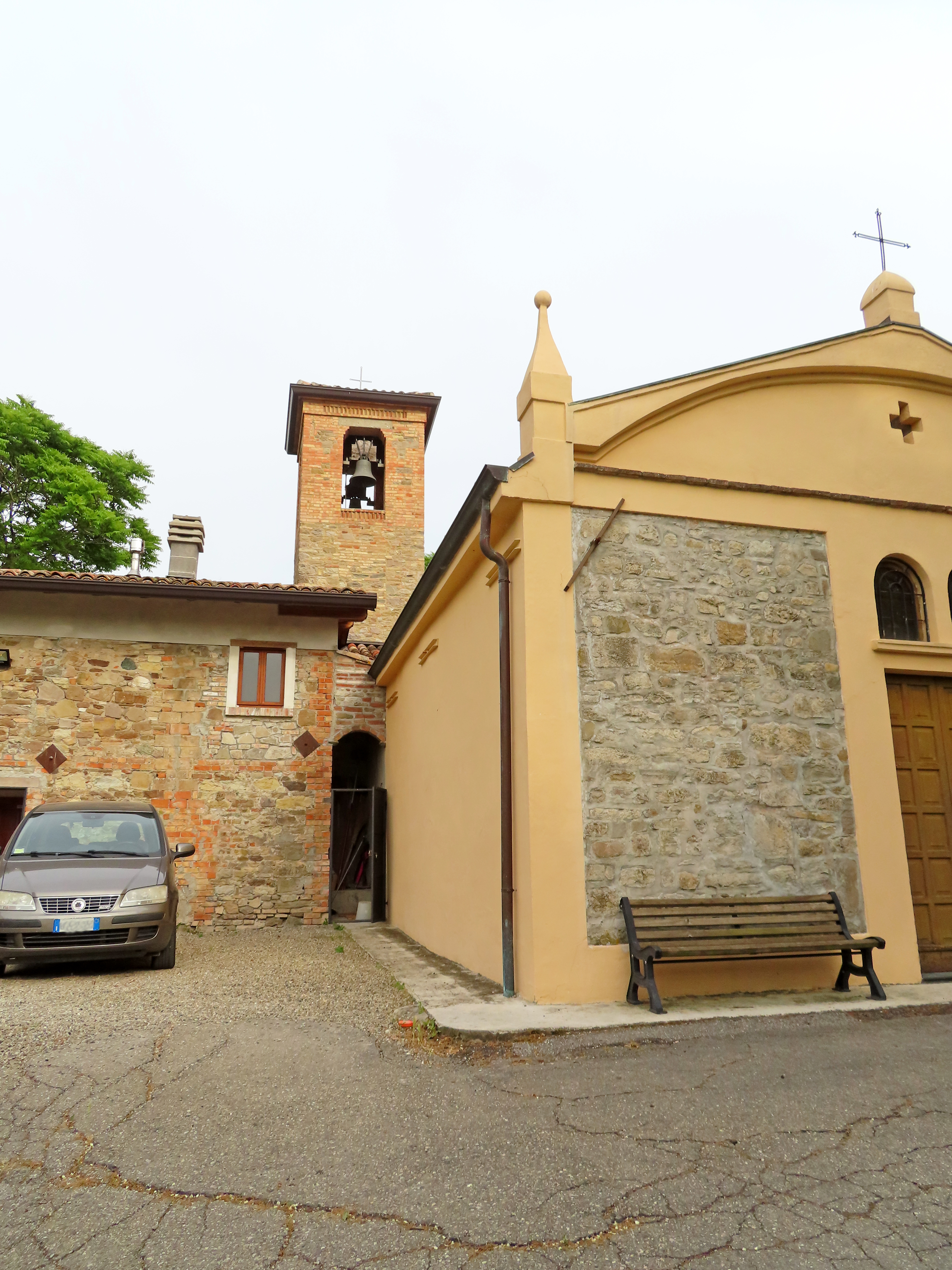
Lato nord

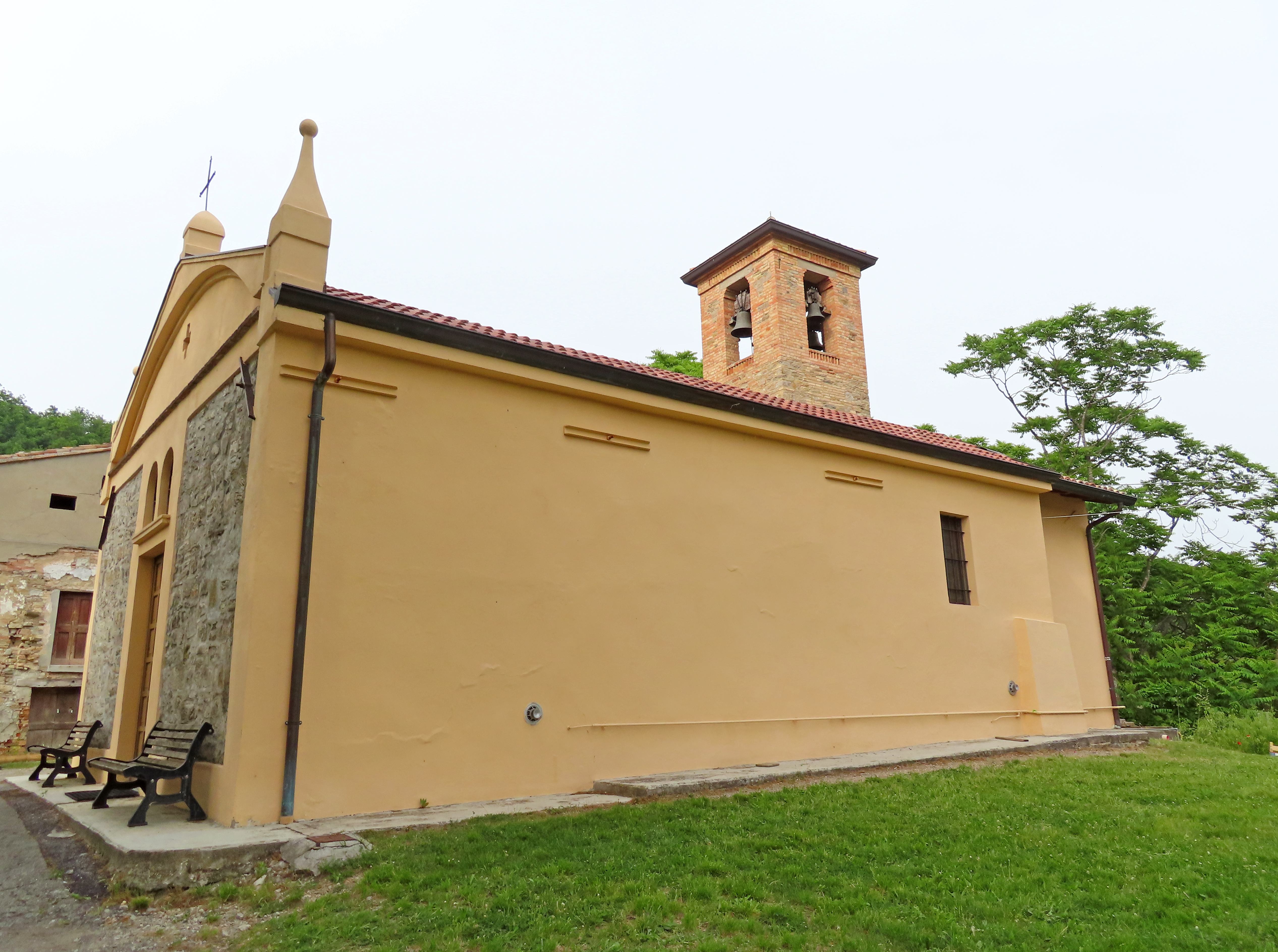
Lato sud

La piccola chiesa si sviluppa su un impianto a navata unica, con ingresso a ovest e presbiterio absidato a est.
La simmetrica facciata a capanna, parzialmente rivestita in pietra a maglia irregolare, è delimitata lateralmente da due lesene intonacate; al centro è collocato l'ampio portale d'ingresso, affiancato da due piedritti intonacati e sormontato da un architrave in rilievo su cui si eleva una coppia di monofore ad arco a tutto sesto; in sommità si staglia un largo frontone triangolare, con cornice ad arco ribassato; a coronamento si ergono due pinnacoli sulle estremità e una croce nel mezzo.
I fianchi intonacati sono illuminati da piccole aperture sul fondo; al termine del lato sinistro si eleva il semplice campanile in laterizio; la cella campanaria si affaccia sulle quattro fronti attraverso ampie monofore ad arco mistilineo.
All'interno la navata intonacata, coperta da una volta a botte, è scandita in due campate da paraste.
Il presbiterio, lievemente sopraelevato, è preceduto dall'arco trionfale ribassato, retto da lesene coronate da capitelli dorici; l'ambiente, chiuso superiormente da una volta a vela, accoglie l'altare maggiore ligneo a mensa, aggiunto intorno al 1970.
La chiesa conserva un'antica croce astile.